# Martalogi, Argeș
Martalogi (denumit în trecut și Urzicești) este un sat în comuna Hârsești din județul Argeș, Muntenia, România.
În trecut, a fost reședința unei comune, denumită Martalogi și anterior Martalogi-Ciobani, care, după împărțirea administrativă din anul 1931, a fost desființată, satul trecând la comuna Hârsești.

## Etimologie
Denumirea de martalogi se referea în Evul Mediu târziu din Țara Românească la niște miliții județene ce funcționau în secolul al XVII-lea. Acestea au fost desființate de Nicolae Mavrocordat la 1716 pentru a elimina privilegiile membrilor ei, care erau scutiți de dări.
Friedrich Wilhelm von Bauer menționează în 1778 că în Valahia, printre alte categorii militare, exista o forță de miliție în ținuturi (districts), sub coordonarea căpitanilor de o mie (capitains de mille, căpitani de ținut), formată din cazaci (cosacs), martalogi (martolozi) și călărași (calarazi), scutiți de impozit dar care primeau plată și purtau toate armele în timp de război. Numărul acestor slujitori nu era cunoscut dar nu trebuie să fi fost mic în acea vreme, pentru că purtaseră războaie aprige cu succes contra unor inamici formidabili. Acesta consemnează informația, demnă de remarcat, potrivit căreia domnitorul Nicolae Mavrocordat a desființat cea mai mare parte a trupelor și a redus numărul slujitorilor aflați sub coordonarea căpitanilor de o mie din ținuturi, iar ulterior fiul său Constantin Mavrocordat le-a desființat aproape total, păstrând un număr mic de slujitori pentru serviciul civil și pentru cel poștal, dar slăbind astfel forța militară a țării și lăsând-o fără apărare în fața otomanilor.
În raportul asupra inspecţiei din luna august, publicat la 11 noiembrie 1882, urmare a inspecţiilor întreprinse în comunele judeţului Argeş, de prefectul colonel Alexandru A. Budişteanu (1836-1919), se menţionează:
Comuna Martalogi
Această comună face parte din plasa Cotmeana şi este  situată la o ½ oră cu trăsura de la gara Stolnici spre sud. Are o populaţie de 735 locuitori din care 320 bărbaţi şi 415 femei. Primăria. Localul este bunicel, dar mic. Cancelaria am găsit că este binişor ţinută. Şcoala. Localul este mic şi întunecos. În şcoală au urmat 37 băieţi şi 12 fete. Învăţământul <este> de mijloc. Şcoala n-are pogoane, fiind comună de moşneni. Cultul. Se află o singură biserică şi aceea de lemn şi rea. Am recomandat comunei a se gândi la reconstruirea unei noi biserici de zid. Biserica n-are niciun venit, afară de cele 17 pogoane şi ceea ce dau locuitorii. Am regulat să se prevadă un fond în bugetul comunei. Bugetul comunei. Veniturile sunt de lei 1096, bani 62, şi cheltuielile de 1093 lei. Agricultura. Recolta a fost mulţumitoare. În această comună se lucrează mai mult grâul. Starea sanitară şi mersul populaţiei. Starea sanitară a populaţiei era bună. De la 1 ianuarie şi până la 27 august, data inspecţiei, sunt 9 naşteri, 1 căsătorie şi 8 morţi. Cea din urmă vizită a medicului a fost la 16 aprilie, iar <a> vaccinatorului la 25 august. Locuinţele sunt mici şi rele. Vitele. Sunt 4 cai, 10 iepe, 105 boi, 40 vaci, 15 capre şi 50 porci. Starea lor sanitară era bună. Cârciumile. Se află o cârciumă şi care îndeplineşte condiţiile cerute. Şosele. Se lucrase o parte din şoseaua comunală. Observaţii generale. În general, starea şi administrarea acestei comune erau destul de mulţumitoare.
[1] Marius Păduraru, Cinci inspecţii întreprinse în anul 1882 în comunele judeţului Argeş, de prefectul colonel Alexandru A. Budişteanu (1836-1919), Argesis, Studii şi comunicări, Seria Istorie, XVI, Anexe I, Muzeul Judeţean Argeş, Editura Ordessos, Piteşti, 2007, P. 378.

## Obiective
Mormântul Anastasiei N. Theodorescu (m. 19 ian. 1906), mama poetului Tudor Arghezi (Ion N. Theodorescu).
În curtea școlii se află un monument al eroilor pe care este trecut eroul învățător slt. Bănică Dobre, fiul preotului Badea Bănică, mort în campania din Bulgaria în 1913 și îngropat nu se știe unde, monument construit și pus de colegii săi învățători. Preotul Badea Bănică este înmormântat în cimitirul din Martalogi.